# Louis Pasteur Universitair Ziekenhuis Košice
Het Louis Pasteur Universitair Ziekenhuis in Košice is ontstaan door samenvoeging van twee afzonderlijke academische ziekenhuizen. Het biedt algemene gezondheidszorg aan patiënten in de regio Košice, en welbepaalde medische zorgen voor de hele Oost-Slowaakse regio.
De kliniek is op een na het grootste Slowaakse hospitaal met 1616 bedden. Met een hoogte van 83 meter is dit het hoogste ziekenhuis in Slowakije, het hoogste gebouw in Košice en een van de hoogste ziekenhuizen in Europa.
Het is verdeeld in twee campussen:
1. de Polikliniek Louis Pasteur Košice (Slowaaks: "Fakultná nemocnica Louisa Pasteura").
2. het Nieuw Ziekenhuis (Slowaaks: "Nova Nemocnica").

## Geschiedenis
Het Staatsziekenhuis van Košice met 600 bedden (geopend op 24 juni 1924) was de voorloper van het huidige Universitair ziekenhuis.
Het gebouw van het actuele "Nieuwe Ziekenhuis" werd in 1966 ontworpen door een team van architecten bestaande uit Otakar Steinbach, Vlasta Grguričová, Eman Hanzlík en Pavel Procházka.
De bouw ervan vond plaats in de loop der jaren 1966 tot 1984 en werd verwezenlijk door de onderneming Hutné stavby - Košice" (vertaald: "Metallurgische gebouwen - Košice").
Nog voor de voltooiing van het gebouw werd reeds op 21 december 1973 de afdeling "polikliniek" geopend. Enkele jaren later, eind 1979, werd dienstverlening uitgebreid door ingebruikneming van:
- de receptie,
- een kinderziekenhuis,
- een psychiatrische kliniek.

In januari 1981 werd het grootste deel van het nieuwe complex in dienst gesteld: het bedgedeelte in het negentien verdiepingen tellende blok.
Twee afdelingen van het gebouw bleven gedurende lange tijd onbenut. Ze werden pas vanaf 2007 in gebruik genomen voor het "Oost-Slowaakse Instituut voor cardiovasculaire ziekten".